# سیمین‌پهلوهای باله‌بادبانی
سیمین‌پهلوهای باله‌بادبانی (نام علمی: Telmatherinidae) نام یک تیره از راسته گل‌آذین‌ماهی‌سانان است.